# Frank Quitely
Vincent Deighan (nascido em 1968), mais conhecido pelo pseudônimo "Frank Quitely", é um artista escocês, conhecido por seu trabalho como desenhista de histórias em quadrinhos, em especial por suas colaborações com Grant Morrison em obras como New X-Men, We3, All-Star Superman e Batman e Robin, assim como pelo trabalho desenvolvido ao lado de Mark Millar em The Authority e Jupiter's Legacy.

## Carreira
Em 2000, Quitely e Grant Morrison colaboraram em uma graphic novel intitulada LJA: Terra-2. No ano seguinte, Quitely assumiu o lugar de Bryan Hitch como artista da revista The Authority, ao lado de Mark Millar, que substituía Warren Ellis como escritor. 
Quitely deixou o cargo de desenhista na revista para retomar a parceria com Morrison na revista Novos X-Men. Ainda ao lado do escritor, trabalhou em 2004 na minissérie We3, que, no Eisner Award do ano seguinte, seria indicada em três categorias: "Melhor Desenhista e Arte-finalista ou Dupla de Desenhista e Arte-finalista", "Melhor Minissérie" e "Melhor Artista de Capa".
Em dezembro de 2004, Quitely assinou um contrato de exclusividade com a DC Comics por dois anos. Na editora, ilustraria All-Star Superman, que se tornaria uma das mais elogiadas histórias protagonizadas por Superman em toda a história do personagem, sendo indicada à categorias do Eisner Award durante toda a sua publicação, inclusive ganhando a categoria de "Melhor Nova Série" em 2006 e "Melhor Série" em 2007 e 2009.

## Prêmios e indicações
| Ano    | Premiação    | Categoria                                                                | Obra                                                                                                   | Resultado |
| ------ | ------------ | ------------------------------------------------------------------------ | --- | --------- |
| 2001   | Eisner Award | Melhor Desenhista/Arte-finalista ou Dupla de Desenhista e Arte-finalista | The Authority (com Trevor Scott)                                                                       | Indicado  |
| 2001   | Eisner Award | Melhor Arco de História                                                  | The Nativity, publicada originalmente em The Authority #13-16 (com Mark Millar e Trevor Scott)         | Indicado  |
| 2002   | Eisner Award | Melhor Arco de História                                                  | E is for Extinction, publicada originalmente em New X-Men #114-117 (com Grant Morrison e Tim Townsend) | Indicado  |
| 2004   | Eisner Award | Melhor Pintor                                                            | "Destino" em The Sandman: Endless Nights (Vertigo/DC)                                                  | Indicado  |
| 2005\| | Eisner Award | Melhor Artista de Capa                                                   | We3 e Bite Club                                                                                        | Indicado  |
| 2005\| | Eisner Award | Melhor Minissérie                                                        | We3 (com Grant Morrison)                                                                               | Indicado  |
| 2005\| | Eisner Award | Melhor Desenhista/Arte-finalista ou Dupla de Desenhista e Arte-finalista | We3 | Venceu    |
| 2006   | Eisner Award | Melhor Desenhista/Arte-finalista ou Dupla de Desenhista e Arte-finalista | All-Star Superman                                                                                      | Indicado  |
| 2006   | Eisner Award | Melhor Nova Série                                                        | All-Star Superman                                                                                      | Venceu    |
| 2007   | Eisner Award | Melhor Série                                                             | All-Star Superman                                                                                      | Venceu    |
| 2008   | Harvey Award | Melhor Artista                                                           | All-Star Superman                                                                                      | Venceu    |
| 2009   | Harvey Award | Melhor Artista                                                           | All-Star Superman                                                                                      | Venceu    |
| 2009   | Eisner Award | Melhor Série                                                             | All-Star Superman                                                                                      | Venceu    |
| 2010   | Harvey Award | Melhor Artista                                                           | Batman e Robin                                                                                         | Indicado  |